# علی الجلاوی
علی جلاوی شاعر و نویسنده معاصر بحرینی است.

## زندگی‌نامه
او به سال ۱۹۷۵ م در شهر منامه چشم به جهان گشود. شعر وی در دوران جوانی به انقلابی بودن تمیز یافت، و از آن پس گوشه‌نشینی اختیار کرد و علاوه بر شعرش که اکنون نحوه انسانی یافته‌است، به تألیف و تصحیح کتب می‌پردازد.
جلاوی از چهارده سالگی به شعر روی آورد. در این سالهای نوجوانی به محافل آزادی‌خواهی بحرین راه یافت و با سیاست آشنا شد. برای اولین بار در سن هفده سالگی با قلمی تند و بی پروا اوضاع کشور را نقد کرد و به آن خاطر دستگیرشد. بس از آن در سال ۱۹۹۵ م برای دومین بار دستگیر شده و حکم زندان تا سال ۱۹۹۸م به حق وی صادر گشت.

## گوشه‌ای از اعمال وی
إصدارات:
- دیوان دو نما برای یک زن، جزء أول – دار عالیة کویت.
- دلمونیات جزء دوم- دار کنعان سوریه.

## شب‌های شعر
- دارالحکمة – انگلستان-.
- دانشگاه دمشق – سوریه-.
- بیست و نهمین نمایشگاه کتاب کویت.
- هفته فرهنگ بحرین، در عمان – اردن-.
- صنعاء پایتختی فرهنگی – یمن-.
- جشنواره أصیلة بحرین – جزیره حوار-.
- جشنواره شعری کشوران مجلس تعاون – ریاض-.
- خرطوم پایتختی فرهنگی – سودان -.
- جشنواره ملتقای شاعران جهان – مراکش-.